# St. Mary’s (Kolorado)
St. Mary’s – jednostka osadnicza w Stanach Zjednoczonych, w stanie Kolorado, w hrabstwie Clear Creek.